# مل پندر
مل پندر (انگلیسی: Mel Pender؛ زادهٔ ۳۱ اکتبر ۱۹۳۷) دونده اهل ایالات متحده آمریکا بود.
همچنین برندهٔ جوایزی همچون نشان ستاره برنزی شده‌است.